# Robert Hoffmeister
Robert Hoffmeister (* 22. Dezember 1899 in Dortmund; † 30. Januar 1966 in Hannover) war ein deutscher Politiker (SPD).

## Leben und Beruf
Nach dem Schulbesuch absolvierte Hoffmeister 1914 bis 1917 eine Ausbildung zum Buchdrucker, die er mit der Gesellenprüfung abschloss. 1917/1918 leistete er Kriegsdienst. 1924 ging er auf Wanderschaft. Er bildete sich 1925 an der Akademie der Arbeit in Frankfurt am Main weiter und arbeitete ab 1928 während der Zeit der Weimarer Republik als Parteisekretär in Nienburg/Weser.
Nach der Machtergreifung der Nationalsozialisten wurde Hoffmeister im Mai 1933 aus politischen Gründen verhaftet und im KZ Moringen interniert. Im Oktober des gleichen Jahres wurde er von dort aus ins Emslandlager Esterwegen überführt. Nach seiner Haftentlassung im Dezember 1933 arbeitete er ab 1934 als Tabakhändler in Nienburg. Von 1939 bis 1945 nahm er als Soldat am Zweiten Weltkrieg teil und geriet in dänische Kriegsgefangenschaft.
Nach 1945  war Hoffmeister Verlagsdirektor der Hannoverschen Presse.

## Partei
Hoffmeister trat 1918 in die SPD ein und hatte sich 1920 am Generalstreik gegen den Kapp-Putsch beteiligt. Ab November 1945 war er Sekretär und ab 1946 zweiter Vorsitzender des SPD-Bezirks Hannover.

## Abgeordneter
Hoffmeister war seit 1929 Ratsmitglied der Stadt Nienburg und März 1932 (als Nachrücker für den verstorbenen Karl Rosebrock) bis 1933 Mitglied des Provinziallandtages der Provinz Hannover. Er gehörte 1946 dem Ernannten Hannoverschen Landtag an und war hier Vorsitzender der SPD-Fraktion. 1947 wurde er in den Niedersächsischen Landtag gewählt, dem er bis zu seinem Tode als Vorsitzender der SPD-Fraktion angehörte.

## Öffentliche Ämter
Hoffmeister amtierte seit 1946 als Bürgermeister der Stadt Nienburg.

## Ehrungen
- Großes Verdienstkreuz des Verdienstordens der Bundesrepublik Deutschland, 1956
- Niedersächsische Landesmedaille, 1960
- Großes Verdienstkreuz mit Stern des Verdienstordens der Bundesrepublik Deutschland, 1965

## Quelle
- Barbara Simon: Abgeordnete in Niedersachsen 1946–1994. Biographisches Handbuch. Hrsg. vom Präsidenten des Niedersächsischen Landtages. Niedersächsischer Landtag, Hannover 1996, S. 169.
- Beatrix Herlemann, Helga Schatz: Biographisches Lexikon niedersächsischer Parlamentarier 1919–1945 (= Veröffentlichungen der Historischen Kommission für Niedersachsen und Bremen. Band 222). Hahnsche Buchhandlung, Hannover 2004, ISBN 3-7752-6022-6, S. 162–163.

| Personendaten    | Personendaten                  |
| ---------------- | ------------------------------ |
| NAME             | Hoffmeister, Robert            |
| KURZBESCHREIBUNG | deutscher Politiker (SPD), MdL |
| GEBURTSDATUM     | 22. Dezember 1899              |
| GEBURTSORT       | Dortmund                       |
| STERBEDATUM      | 30. Januar 1966                |
| STERBEORT        | Hannover                       |